# أورلاندو رودريغيز
أورلاندو رودريغيز (بالإسبانية: Orlando Rodríguez) (9 أغسطس 1984 بكولون (بنما) في بنما - ) هو لاعب كرة قدم بنمي في مركز الهجوم. شارك مع منتخب بنما لكرة القدم. أما مع النوادي، فقد لعب مع نادي أليانزا ‏ وSan Francisco F.C. ‏ ونادي سانتانيكوس أسوشيتد ونادي إنفيغادو ولا إكويداد ‏ وديبورتيفو بيريرا وLeón de Huánuco ‏ ونادي ديبورتيفو أراب يونيدو.

## وصلات خارجية
- أورلاندو رودريغيز على موقع قاعدة بيانات كرة القدم.إي يو (الإنجليزية)
- أورلاندو رودريغيز على موقع ناشيونال فوتبول تيمز (الإنجليزية)
- أورلاندو رودريغيز على موقع Soccerway.com (الإنجليزية)